# 아세프 샤우카트
아세프 샤우카트(آصف شوكت, Assef Shawkat, 1950년 1월 15일 ~ 2012년 7월 18일)는 시리아의 장군이자, 2011년부터 시리아의 국방부 차관을 맡아왔었다. 2012년 7월 18일에 다마스쿠스 국가보안기구 청사에서 자유 시리아군과 이슬람 조직 리와 알이슬람의 자살 폭탄 테러로 사망하였다.

## 생애
아세프 샤우카트는 1950년 1월 15일에 시리아 타르투스 시에서 태어났다. 샤우카트는 군사 학교를 졸업한 이후 보병 장교로써 1973년의 라마단 전쟁에 참전했다.
이후 그는 당시 대통령 하페즈 알아사드의 동생 리파트 알아사드가 지휘하는 준군사조직인 시리아 방위 여단(سرايا الدفاع)에서 복무하였다.
샤우카트는 과거 하페즈 알아사드의 반대에도 불구하고, 바샤르 알아사드의 지지로 1995년, 하페즈 알아사드의 딸이자 바샤르 알아사드의 누나인 부쉬라 알아사드와 결혼하였다.
샤우카트는 대통령의 최고 보안통 가운데 한 명으로 여겨지는 인물로, 2005년 레바논 총리 라피크 하리리 암살 이후 군사 정보부장에서 물러난 하산 할릴 (Hasan Khalil) 대신 군사 정보부장을 맡았다.
이후 2009년 7월 이래 시리아 군의 부참모총장을 맡았고 2011년부터는 국방부 차관이 되었다.
2011년에 시리아 반정부 시위가 격렬해져서 내전으로 번지자 그는 국방부 차관으로써 시리아 정부군을 지휘하였다. 하지만 자유 시리아군과 리와 알이슬람이 계획한 자살 폭탄 테러로 2012년 7월 18일에 국가보안기구 청사에서 회의 중 국방부 장관 다우드 라자, 전직 국방부 장관 하산 투르크마니와 함께 폭사하였다. 그의 장례식에는 바샤르 알아사드 대통령과 공화국 수비대 사령관 마헤르 아사드는 오지 않았다. 대신 파루크 알 샤라아 부통령이 참석하였다.